# Ilija Abutović
Ilija Abutović (serbisch-kyrillisch Илија Абутовиќ; * 2. August 1988 in Vrbas) ist ein serbischer Handballspieler. Der Abwehrspezialist steht seit 2024 beim nordmazedonischen Erstligisten RK Eurofarm Pelister unter Vertrag.

## Karriere
Ilija Abutović spielte von 2007 bis 2010 bei RK Partizan Belgrad und anschließend in der Saison 2010/11 beim slowenischen Klub RD Slovan Ljubljana. 2011 schloss er sich dem mazedonischen Verein RK Vardar Skopje an, mit dem er bis 2018 fünfmal Meister und sechsmal Pokalsieger wurde. Außerdem gewann er mit Vardar die EHF Champions League 2016/17. Zur Saison 2018/19 wechselte der 2,02 Meter große Rückraumspieler zum deutschen Bundesligisten Rhein-Neckar Löwen, bei dem er einen Dreijahresvertrag unterschrieb. Im Sommer 2022 schloss er sich dem französischen Verein C’ Chartres Métropole handball an. Seit dem Sommer 2024 läuft er für den nordmazedonischen Erstligisten RK Eurofarm Pelister auf.
Abutović gehörte zum Kader der serbischen Nationalmannschaft, mit der er an der Handball-Europameisterschaft 2016 in Polen teilnahm.

## Erfolge
- EHF-Champions-League-Sieger 2017
- Mazedonischer Meister 2013, 2015, 2016, 2017 und 2018
- Mazedonischer Pokalsieger 2012, 2014, 2015, 2016, 2017 und 2018
- DHB-Supercup 2018